# 短梗岩须
短梗岩须（学名：Cassiope abbreviata），为杜鹃花科岩须属下的一个植物种。